# Anouar Brahem
Anouar Brahem (أنور ابراهم; Halfaouine, stadsdeel van Tunis, 20 oktober 1957) is een Tunesisch bespeler van de oed. Hij voert samen met Rabih Abou-Khalil modernisering door bij toepassing van dit muziekinstrument.
Brahem werd door zijn vader gestimuleerd muziek te gaan spelen en begon op zijn 10e aan een studie oed onder meer aan het conservatorium in Tunis bij oedmeester Ali Sriti. Al op zijn vijftiende speelde Brahem in allerlei ensembles. Sriti onderwees Brahem in de meer klassieke wijze van oedmelodieën, het noten lezen en muziektheorie. In de ensembles begon Brahem meer oog te krijgen voor toepassingen in een jazz- en folkachtige omgeving. Op een gegeven moment had Brahem genoeg van het spelen op “bruiloften en partijen” en begon de muziek serieuzer te benaderen met onder andere eigen composities. In eerste instantie deed hij dat voornamelijk voor de plaatselijke bevolking. Eerste opnames van hem verschenen alleen op muziekcassette, maar concerten en opnames vielen in goede aarde bij de (plaatselijke) recensenten.
In 1981 vertrok hij naar Parijs om daar zijn brood te verdienen met het schrijven en spelen van onder andere muziek voor de daar verspreide Tunesische films en dergelijke, maar hij maakte daar ook kennis met de lokale jazz- en volksmuziek. In 1985 keerde hij terug naar Tunesië en verkreeg daar meer en meer invloed. De muziek van Brahem bleef nog traditioneel, maar door de mengeling van Tunesische en Franse musici verschoof de muziek steeds meer richting jazz. In 1988 stond Brahem voor 80.000 man publiek tijdens het Carthago muziekfestival. Het publiek en recensenten waren enthousiast. In 1990 ging Brahem op tournee door de Verenigde Staten en Canada en zijn muziek werd opgepikt door Manfred Eicher, directeur van ECM Records, een platenlabel dat gespecialiseerd is in jazz en bijkomende muziek buiten de mainstream. De muziek van Brahem paste daar prima in. In 1990 volgde zijn eerste plaatopname Barzakh. In 1993 kreeg Brahem Sriti zo ver dat deze eindelijk weer eens op het podium klom, na diverse jaren langs de zijkant te hebben gestaan. Ze speelden samen op één podium. De kwaliteiten van Brahem vielen niet alleen Eicher op, maar ook diens protegé Jan Garbarek; samen namen ze het album Madar op in 1994. In de jaren daarna breidde Brahem zijn oeuvre langzaam uit, weliswaar weinig vernieuwend meer, maar steevast gewaardeerd door recensenten en publiek, die van zijn combinatie van wereldmuziek, jazz en folk hielden.

## Discografie
- 1991 - Barzakh (ECM 1432) met Lassad Hosni en Bechir Selmi.
- 1992 - Conte de l'incroyable amour (ECM 1457) met Barbaros Erköse.
- 1994 - Madar (ECM 1515) met Jan Garbarek en Ustad Shaukat Hussain.
- 1995 - Khomsa (ECM 1561) met Richard Galliano en Bechir Selmi en Francois Couturier.
- 1998 - Thimar (ECM 1641) met John Surman en Dave Holland.
- 2000 - Astrakan Café (ECM 1718) met Barbaros Erköse en Lassad Hosni.
- 2002 - Charmediterranéen (ECM 1828) met Orchestre National de Jazz en Gianluigi Trovesi.
- 2003 - Vague (ECM) (Selection).
- 2002 - Le pas du chat noir (ECM 1792) met François Couturier en Jean-Louis Matinier.
- 2006 - Le voyage de Sahar (ECM 1915) met Couturier en Matinier.
- 2009 - The astounding eyes of Rita (ECM 2075) met Klaus Gesing, Björn Meyer en Khaled Yassine.
- 2014 - Souvenance (ECM 2423) met François Couturier, Klaus Gesing, Björn Meyer en Orchestra della Svizzera Italiana o.l.v. Pietro Mianiti.
- 2017 - Blue Maqams (ECM) met Jack DeJohnette, Dave Holland en Django Bates
- 2025 - After the Last Sky (ECM) met Dave Holland, Django Bates en Anja Lechner